# Große Wiese

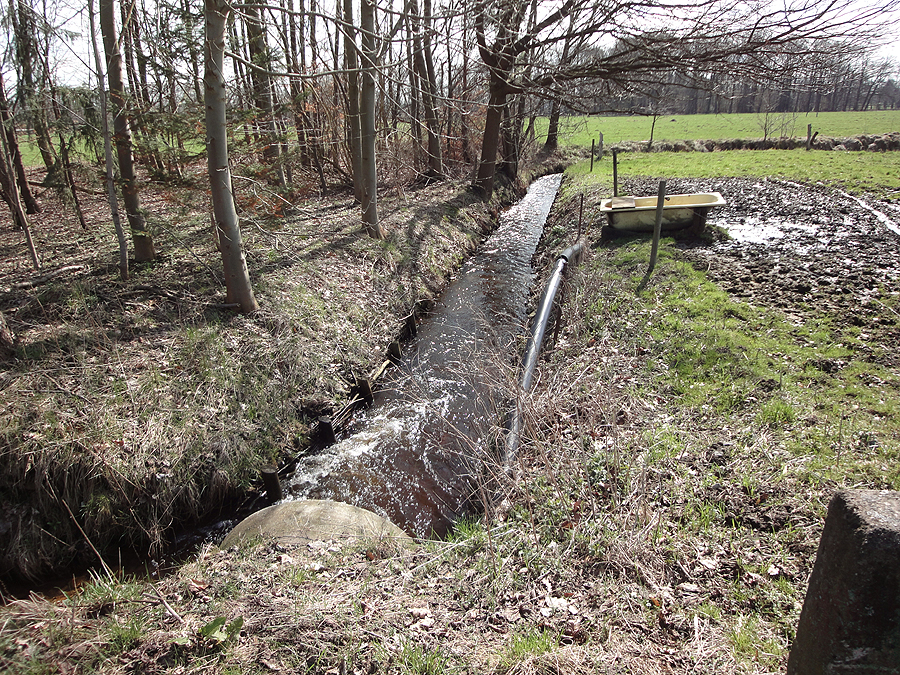
Der Bekelbach im NSG Große Wiese

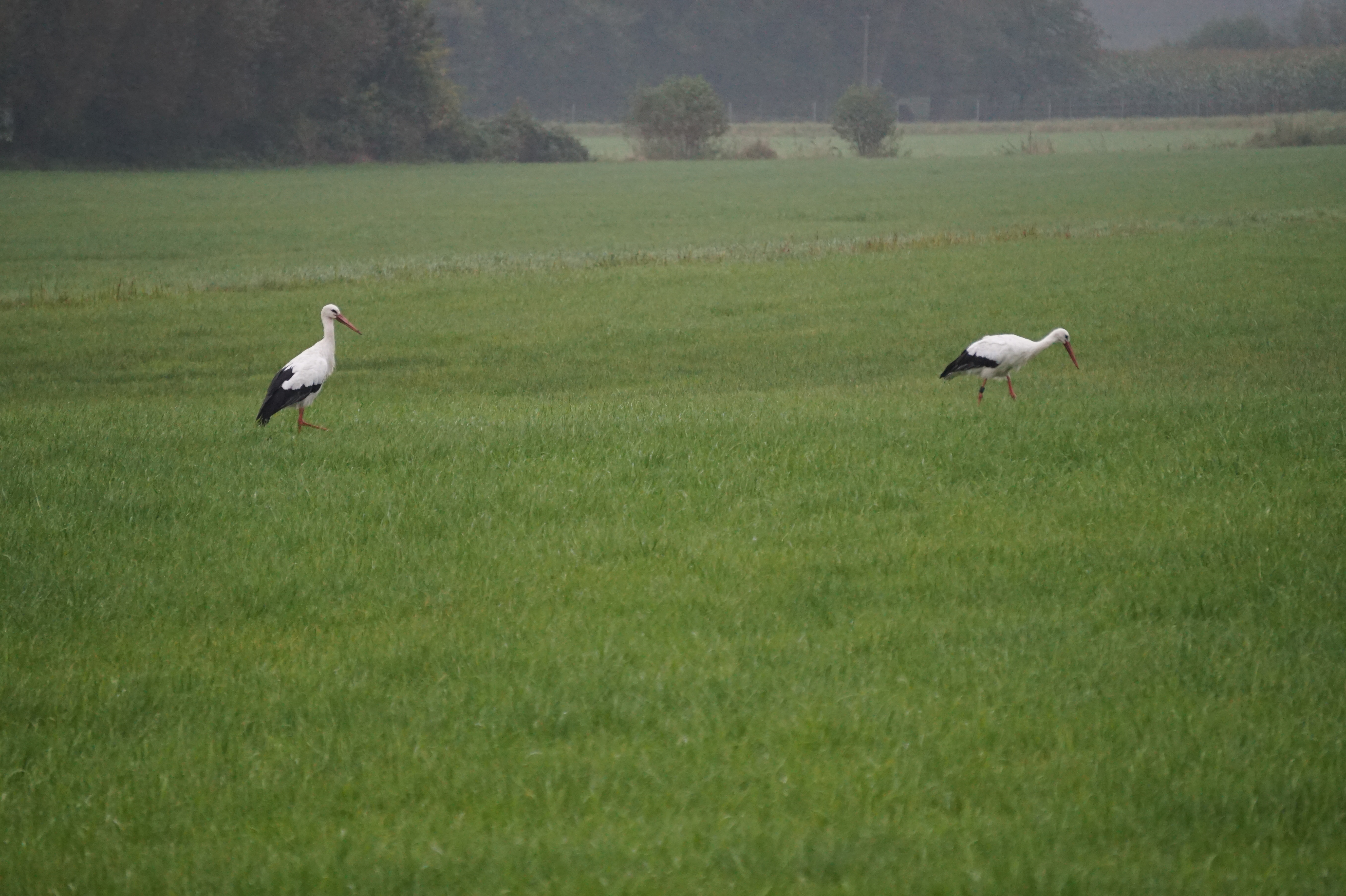
Störche im Naturschutzgebiet Große Wiese.

Die Große Wiese ist ein rund 229 ha großes Naturschutzgebiet, das überwiegend in der Stadt Gütersloh und zum kleineren Teil (ca. 31,38 ha) in der Stadt Verl, beide Kreis Gütersloh, Regierungsbezirk Detmold, liegt. Am 31. Mai 1999 wurde es unter der Nummer GT-030 – als bisher letztes Feuchtwiesenschutzgebiet im Kreis Gütersloh – offiziell als solches ausgewiesen.
Die Große Wiese ist ein größerer zusammenhängender Grünlandkomplex mit unterschiedlicher Nutzungsintensität. Sein Ackeranteil ist im Gegensatz zu den übrigen Feuchtwiesenschutzgebieten des Kreises Gütersloh mit über 10 % relativ hoch.
Ein Teil der Flächen wird, in einer Besonderheit, die es in den übrigen Feuchtwiesenschutzgebieten des Kreises Gütersloh nicht gibt, als sogenanntes Wechselgrünland (ackerfähige Böden, die wechselweise als Grünland oder als Ackerfläche genutzt werden) bewirtschaftet.
Im Süden durchfließt die Dalke das Gebiet. Innerhalb der Großen Wiese fließen der Dalke zudem rechtsseitig der Hasselbach sowie der knapp 5,5 km lange Bekelbach zu, nachdem dieser die als NSG ausgewiesene Fläche von Nordosten kommend durchquert hat. Zahlreiche Gräben innerhalb der Großen Wiese versorgt der Bekelbach mit Wasser.

## Flora
In der Vegetationsperiode 1997 konnten 355 Gefäßpflanzenarten nachgewiesen werden, davon stehen 26 auf der Roten Liste und weitere 17 auf der Vorwarnliste des Landes Nordrhein-Westfalen. Die teilweise großen Bestände der gefährdeten Pflanzenarten sind besonders bemerkenswert. Darunter befinden sich Arten wie der Röhrige Wasserfenchel (auch Röhrige Pferdesaat genannt) und das Wasser-Greiskraut.
Die gefährdeten Pflanzenarten sind überwiegend an den Gräben zu finden. Auf vielen Grünlandflächen ist die typische Feuchtwiesenflora infolge intensiver Bewirtschaftung deutlich verarmt.

## Fauna
Bei der Revierkartierung im Jahre 1997 konnten 43 Brutvogelarten im Naturschutzgebiet und in angrenzenden Bereichen nachgewiesen werden. Mit dem Kiebitz und dem Großen Brachvogel brüten zwei Leitarten der Feuchtwiesen regelmäßig im Gebiet.